# Ладо Гургенідзе
Володимир Іраклійович (Ладо) Гургенідзе (груз. ვლადიმერ (ლადო) გურგენიძე; нар. 17 грудня 1970, Тбілісі, Грузинська РСР, СРСР) — державний діяч Грузії, прем'єр-міністр в 2007–2008 роках.

## Біографія
Навчався в Тбіліському державному університеті в 1990 продовжив освіту в США, в Middlebury College. Має вчений ступінь магістра ділового адміністрування (MBA) школи бізнесу при Університеті Еморі.
Був співробітником відділення голландського банку MeesPierson. З 1997 працював в Лондоні, до 1998 був директором ABN AMRO Corporate Finance по Росії і СНД. У 1998–2002 — голова департаменту по злиттю і поглинанням на що розвиваються європейських ринках, а потім менеджер-директор ABN AMRO Корпоративні фінанси. З липня 2003 — менеджер-директор і регіональний менеджер по Європі в банку Putnam Lovell NBF, дочірньої організації Національний банк Канади.
З жовтня 2004 — генеральний директор комерційного Банку Грузії («Сакартвелос банкі»). Потім — голова наглядової ради Банку Грузії, голова наглядових рад компаній Galt & Таггарт Securities і Галт і Таггарт Капітал, член наглядової ради Грузинської фондової біржі.
16 листопада 2007 президент Грузії вніс його кандидатуру на пост прем'єр-міністра. 22 листопада 2007 затверджений парламентом Грузії на посту прем'єр-міністра. Пробувши на цій посаді менше року, 27 жовтня 2008 Гургенідзе подав у відставку, яка в той же день була прийнята президентом Грузії Михайлом Саакашвілі.
Має громадянство Грузії та Великої Британії. Одружений, має трьох дітей.
У 2010 нагороджений Михайлом Саакашвілі Президентським орденом Сяйво.

## Нагороди
- Президентський орден Сяйво (Грузія, 2008)[2]